# Komitet Helsiński
Komitet Helsiński w Polsce – niezależna inicjatywa obywatelska, powołana jesienią 1982 do kontroli przestrzegania praw człowieka i wolności gwarantowanych w przyjętych przez PRL umowach międzynarodowych w podpisanym w 1975 w Helsinkach akcie końcowym KBWE.

## Działalność
Jego współpracownicy rejestrowali przypadki łamania praw człowieka przez władze komunistyczne, na podstawie czego powstawały raporty na temat praworządności i przestrzegania w PRL norm międzynarodowych, sporządzane na potrzeby instytucji i organizacji międzynarodowych, takich jak np. Komisja Praw Człowieka ONZ, czy Międzynarodowa Organizacja Pracy. W styczniu 1983 powstał raport Prawa człowieka i obywatela w PRL (13.XII.1981 – 31.XII.1982), przemycony na Zachód i przedstawiony delegacjom rządowym uczestniczącym w Konferencji Madryckiej KBWE. W początkowym okresie Komitet działał w podziemiu. Jawną działalność podjął, poczynając od oświadczenia o ujawnieniu z 24 lipca 1988. Od momentu założenia w 1989 Helsińskiej Fundacji Praw Człowieka Komitet pełni przede wszystkim rolę jej rady programowej, występuje też do organów władzy publicznej i wydaje oświadczenia w kwestiach praw człowieka.
W 2016 Komitet zajął stanowisko w sprawie kryzysu wokół Trybunału Konstytucyjnego, m.in. krytykując uchwaloną 22 lipca 2016 z inicjatywy Prawa i Sprawiedliwości ustawę o TK. W ocenie Komitetu ustawa „jest sprzeniewierzeniem się zasadzie trójpodziału władzy i otwiera drogę do nieskrępowanej konstytucją dyktatury większości parlamentarnej”.

## Członkowie
W okresie od powstania na początku 1983 do ogłoszenia jego składu w lipcu 1988 członkostwo w Komitecie Helsińskim nie było sformalizowane. Liderami KH byli Stefan Starczewski, Jarosław Kaczyński, Marek Antoni Nowicki, Jerzy Ciemniewski i Marek Nowicki (ten ostatni do końca 1983 i ponownie pod koniec lat 80.). Działaczami w okresie konspiracyjnym byli Piotr Ł. J. Andrzejewski, Janusz Grzelak, Danuta Przywara, Janina Zakrzewska, Bogdan Ofierski, Adam Romaniuk, Aleksandra Sarata, wśród ekspertów i współpracowników m.in. Grażyna Gęsicka, Andrzej Rzepliński, Jan Rosner, Aleksander Herzog, Zofia Wasilkowska, Halina Bortnowska. Zaplecze organizacyjne tworzyli poza D. Przywarą – Alina Trębacka, Elżbieta Petrajtis-O'Neal, Hanna i Maciej Ossowscy.
Podobne grupy, jak Komitet Helsiński, powstały też w ZSRR (zob. Anatolij Marczenko).
W lipcu 1988 ujawniono publicznie skład Komitetu: Piotr Ł. J. Andrzejewski, Halina Bortnowska, Jerzy Ciemniewski, Janusz Grzelak, Jarosław Kaczyński, Marek Antoni Nowicki, Jan Rosner, Stefan Starczewski, Andrzej Stelmachowski, Zofia Wasilkowska, Janina Zakrzewska i Tadeusz Zieliński (A. Stelmachowski i T. Zieliński nie brali wcześniej udziału w pracach tajnego KH). Nie ujawniono natomiast nazwisk działających w dalszym ciągu Marek Nowicki, Danuty Przywary i Aliny Trębackiej. Nazwisko D. Przywary ujawniono faktycznie w grudniu 1988, formalnie w połowie 1989. Po objęciu funkcji rządowych i parlamentarnych w 1989 swoje członkostwo w KH zawiesili Piotr Ł. J. Andrzejewski, Jerzy Ciemniewski, Janusz Grzelak, Jarosław Kaczyński, Stefan Starczewski, Andrzej Stelmachowski i Tadeusz Zieliński (niektórzy z nich powrócili do KH po zakończeniu pracy rządowej). Jesienią 1989 nowymi członkami KH zostali Maria Dziedzic, Marek Edelman, Lech Falandysz, Wanda Falkowska, Mirosław Jasiński, Jacek Kurczewski, Wojciech Maziarski, Anna Michalska i Andrzej Rzepliński, w grudniu 1989 formalnie Marek Nowicki. W 1991 odszedł z KH M. Jasiński, a zmarł J. Rosner, w 1992 odeszli L. Falandysz i J. Kurczewski, dołączyła Teresa Bogucka. W kolejnych latach z KH związali się także m.in. Ewa Łętowska, Marek Safjan i Zbigniew Hołda.
W 2016 Komitet składał się z następujących osób: Teresa Bogucka, Halina Bortnowska, Jerzy Ciemniewski, Janusz Grzelak, Jacek Kurczewski, Ewa Łętowska, Wojciech Maziarski, Michał Nawrocki, Marek Antoni Nowicki, Danuta Przywara.